# 國際市場
《國際市場：半世紀的諾言》（韩语：／ Gukjesijang）是一部2014年上映的韓國電影，由尹濟均執導，黃政民、金侖珍、吳達庶、羅美蘭等主演。獲得第52届大鐘獎最佳影片、最佳導演、最佳劇本、最佳男主角、最佳男配角、最佳攝影、最佳剪輯、技術特别獎、最佳錄音和最佳企劃10個獎。
故事從1950年韓戰625事件開始，歷經1963年西德在韓國招聘大量礦工和護士的赴德運動、1974年的越南戰爭及1983年KBS播出的《寻找离散家属》节目，男主角黃晸玟飾演的尹德洙，觀眾隨著他成長的腳步見證了南韓20世紀半個世紀的歷史，故事最後在電視台尋找失散妹妹的轉播，相當賺人熱淚，為本部電影最大亮點，黃晸玟扮演主人公甘苦辛酸的一生，表現獲得影評與時下大眾高度的青睞與肯定，憑本片榮獲第52屆大鐘獎最佳男主角，而男配角吳達庶亦以本片拿下同年第52屆大鐘獎與第36屆青龍電影獎雙料最佳男配角。

## 劇情
1950年住在北韓咸鏡道的少年尹德洙一家五口因為韓戰，於咸鏡南道興南撤退作戰時，他與母親、弟、妹妹玉順搭上了美軍的救援船，父親為了找回在避難人群中尹德洙失手沒抓緊的妹妹末順，從此分隔兩地，德洙三人乘船逃到釜山投靠於國際市場經營零售業的姑姑尹花粉，失去了父親與妹妹的德洙，父親告訴他“在找回爸爸之前，你就是這家的一家之主”，受此感召，多年後德洙為了考上漢城大學（現首爾大學）的弟弟籌措學費，也為了養活家人而選擇前往西德當礦工，也認識了從韓國來到西德當護士的吳英子。
返國與英子成家立室之後，德洙酗酒的姑丈要賣掉姑姑過世後的花粉之家，德洙毅然決然買下了國際市場這個店舖，妹妹有了交往對象吵著要結婚，為了減輕家計，德洙不顧妻子英子的反對，再次選擇離鄉別井，前往越南戰地受聘當技術工人賺取高額利潤。在一次協助當地村民逃離越共戰火的救援事件，德洙被子彈擊中了左腳，從此瘸了一腳。越南戰爭結束並返國，他藉由當時韓國電視台為南北分離親人永隔製作的節目《尋找離散家族》找到失散多年，被美國人領養的妹妹末順，但最後德洙有生之年沒能找到父親。
原來在1950年救援船上時，父親臨別跟德洙說：如果我們失散了，就在國際市場的花粉之家相見，電影劇末才說明為何德洙不輕易放棄這塊店鋪，德洙終其一生為親人、為家庭任勞任怨的無私犧牲與奉獻，遵守了與父親半世紀的諾言。

## 演員

### 主要人物
| 演員   | 飾演角色 | 介紹 |
| 黃晸玟 | 尹德洙   | 韓戰爆發後失去父親與妹妹，身為長子一肩扛起了全家的生計，失手沒能抓住妹妹失蹤的愧疚，及與父親的約定，為了家計生活被迫離鄉背井，甚至幾度性命不保，從小到大的任何決定總是以家人為出發，年老後圓滿功成兒孫滿堂，德洙的一生為繾綣時代下以微小的光芒照亮整個國際市場。 |
| 金侖珍 | 吳英子   | 遠離家鄉在西德當護士的一位淑女，醫院工作有時得擦拭大體與清潔行動不便病人的便溺，苦往肚裡吞，直到認識德洙後，才逐漸有了笑容，回國後與德洙結為夫妻，在礦坑崩塌與德洙從越南瘸腳回國這兩幕，嚎啕崩潰大哭，柔弱纖細下為著心愛的人也有著堅毅挺拔的性情。               |
| 吳達庶 | 千達九   | 陪伴德洙從小到大一路成長的朋友死黨，德洙到西德當礦工，到越南犯險賺錢，KBS電視台尋親，都有達九在身旁相陪，達九在越南解救村民逃離越共，返國後，娶了那個淚眼相求的越南美嬌娘為妻。                                                                                  |
| 羅美蘭 | 尹花粉   | 德洙的姑姑，家裡有酗酒不做事的丈夫要養，還接納了逃難來投靠的德洙一家，相當刻苦耐勞的大時代女性，戲份不多出場總能吸引目光，在慶祝德洙結婚眾人逼迫英子唱歌的歡聚會上跳的舞，甚為吸睛。                                                                             |

### 其他人物
- 鄭進永 飾演 德洙 父
- 張英南 飾演 德洙 母
- 金瑟琪 飾演 尹玉順（少年：申琳兒）
- 太仁鎬 飾演 尹基柱
- 金民宰 飾演 尹道柱
- 黃善華 飾演 尹善珠
- 李藝恩 飾演 尹書妍
- 洪錫然 飾演 德洙的姑丈、花粉的丈夫
- 嚴智星 飾演 德洙（少年）
- 張大雄 飾演 達九（少年）
- 高允 飾演 玄鳳學
- 鄭允浩 飾演 歌手南珍
- 崔在燮 飾演 韓國礦工1
- 鄭榮基 飾演 韓國礦工2
- 孟世昌 飾演 韓國礦工4
- 朴吉秀 飾演 英子 父
- 孫榮順 飾演 賣魚的奶奶
- 金善映
- 朴惠真
- 姜信澈
- 金振赫
- 劉宰尚
- 趙淵浩
- 昭彌
- 吳子龍  飾演 美國大兵

## 獲獎紀錄
2015年：第52屆大鐘獎
- 最佳影片
- 最佳導演  (尹濟均)
- 最佳男主角 (黃晸玟)
- 最佳男配角 (吳達庶)
- 最佳劇本 (朴秀珍)
- 最佳攝影 (崔英煥)
- 最佳編輯 (李鎮)
- 尖端技術特別獎 (韓泰正等)
- 音響技術獎 (李承哲等)
2015年：第36屆青龍電影獎
- 最佳男配角 (吳達庶)
2015年：第2屆韓國電影製作人協會獎
- 最佳男主角     (黃晸玟)
- 最佳男配角     (吳達庶)
- 最佳音樂獎     (李秉宇)

## 票房
《國際市場》是目前韓國電影史上第四賣座的電影，觀影人次為14,257,115人次。

## 外部連結
- Ode to My Father的Facebook專頁 
- 韩国电影数据库（KMDb）上《Ode to My Father》的資料
- 互联网电影数据库（IMDb）上《Ode to My Father》的资料（英文）
- 豆瓣电影上《國際市場》的資料 （简体中文）